# Ludwig Cron
Ludwig Cron war ein deutscher Wundarzt im 18. Jahrhundert.

## Leben
Cron begann ab etwa 1686 eine Tätigkeit als Wundarzt. Seine Lehrjahre verbrachte er in Basel, Straßburg, Landau an der Isar und Würzburg. Bis etwa 1692 war er Feldchirurg der kurfürstlich-bayerischen Artillerie. Ab 1692 arbeitete er als Ratschirurg in der freien Reichsstadt Nordhausen und wurde um 1706 Leibchirurg Ludwig Friedrichs I. von Schwarzburg-Rudolstadt. Im Jahr 1706 gab er seine zweite wundärztliche Schrift über die Zahnextraktion heraus, die im Jahr 1717 veröffentlicht wurde und ihn zu einem Pionier der Zahnextraktion werden ließ.

## Schriften
- Der bey dem Aderlassen und Zahnausziehen sicher, geschwind, glücklich und recht qualificirte Candidatus chirurgiae oder Barbier-Geselle. In welchem deutlich gewiesen und gezeiget wird, wie man das Aderlassen und Zahnausziehen recht lernen und hernach (Gott gebe) allezeit glücklich und wohl practiciren möge. Groschuff, Leipzig 1717. Nachdruck: Bremer Goldschlägerei Herbst, Bremen 1989